# 新夕張駅
新夕張駅（しんゆうばりえき）は、北海道夕張市紅葉山にある北海道旅客鉄道（JR北海道）石勝線の駅である。駅番号はK20。事務管理コードは▲132103。

## 概要
1892年（明治25年）11月1日に北海道炭礦鉄道が追分駅から夕張駅までの支線を開通させた際、そのほぼ中間地点に唯一の途中駅として紅葉山駅（もみじやまえき）の名称で開業。その後路線の国有化、国鉄分割民営化を経てJR北海道石勝線の駅となる。
当駅を起点とする登川支線（1907年-1981年）、夕張支線（1981年-2019年、路線自体は1907年から存在）が存在していたがいずれも廃止となり、現在は単一の路線の駅となっている。駅名は登川支線の廃止と同時に新夕張駅へ改称された。
2024年3月16日に滝ノ上駅が廃止となり、夕張市唯一の駅となった。
特急「おおぞら」「とかち」は「おおぞら」の下り7号、上り4・6・12号の4本を除いて停車する。また、普通列車は南千歳方面のみ運行されており、当駅 - 新得間は特急列車のみの運行で普通列車の設定がない。そのため、同区間内相互の乗車に限り、乗車券のみで普通車指定席の空席が利用できる特急料金不要の特例が設けられている 。

## 歴史

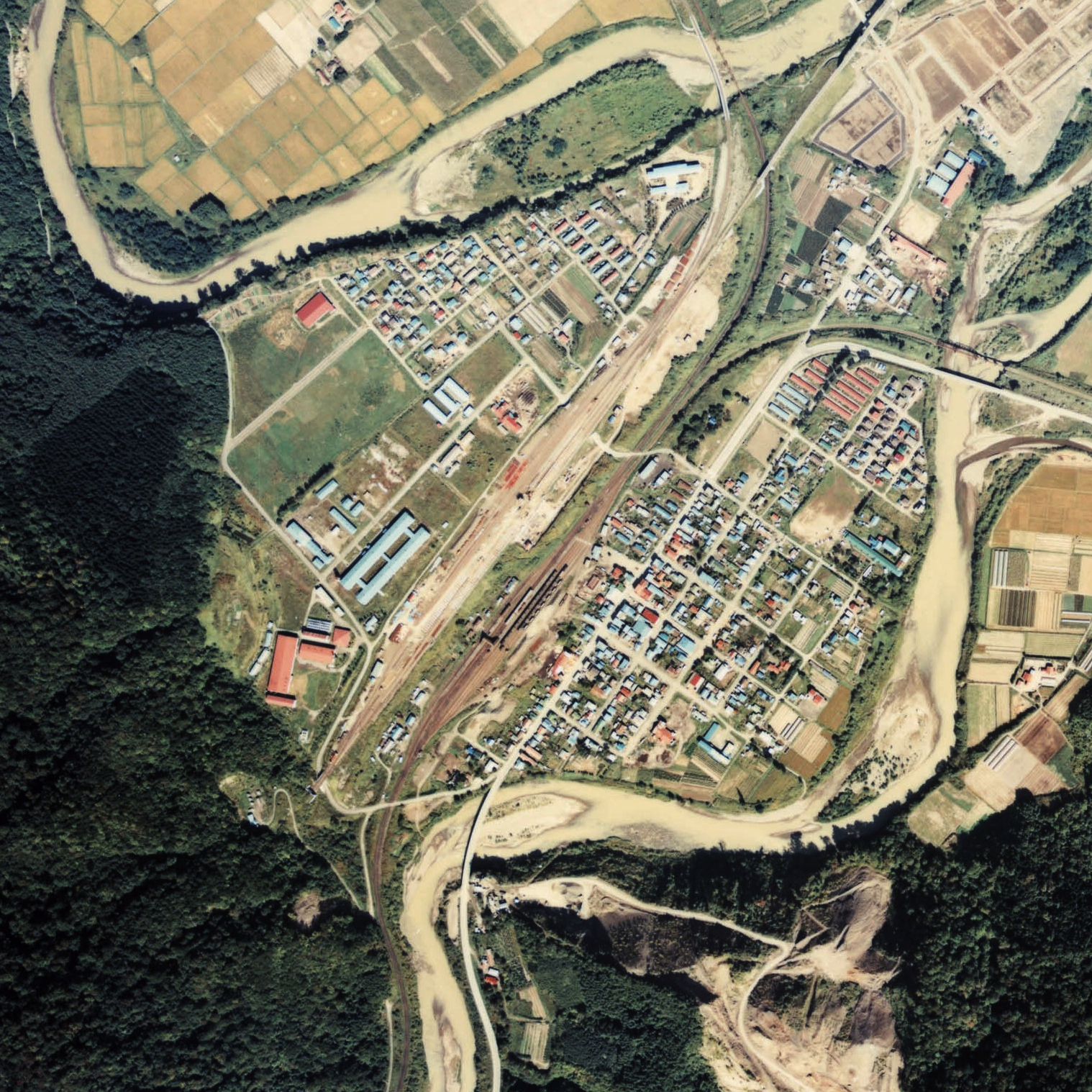
1976年の夕張線（当時）の紅葉山駅（右）と建設中の石勝線新夕張駅（左）。周囲1.5km範囲。上が夕張方面で右が登川支線登川方面。石勝線は直進上右が本線新得方面、上左が夕張支線となる。

- 1892年（明治25年）11月1日：北海道炭礦鉄道室蘭線の追分 - 夕張間開通にともない紅葉山駅として開業（一般駅）[3][5][6]。
  - 当初、追分駅から夕張駅までの支線（28M48C≒42.8 km）のほぼ中間地点にあたる、13M地点（今の十三里信号場付近）に駅が設けられていたが、給水に不便だったこと、他のと連絡の関係から、のちに現在地に移転したとされている[6]。
- 1906年（明治39年）10月1日：北海道炭礦鉄道が国有化[9]。
- 1907年（明治40年）5月16日：紅葉山 - 楓貨物取扱所間の貨物支線（後の登川支線）が開業[9]。
- 1909年（明治42年）
  - 7月10日：貨物支線の旅客扱い開始[9]。
  - 10月12日：国有鉄道線路名称制定により、夕張線の所属となる[9]。
- 1981年（昭和56年）
  - 5月25日：貨物扱い廃止[10]。
  - 7月1日：次のように変更。
    - 夕張線登川支線廃止[9]。
    - 石勝線開業準備のため、当駅前後を新線に付け替えし、駅を10 mほど北側に移設（改キロなし）し、新駅舎とホームが供用開始。
    - 分岐器を継電連動化[11]。

  - 10月1日：石勝線の当駅 - 新得間開業に伴い、新夕張駅に改称[9]。同時に夕張線が石勝線に編入され、南千歳 - 当駅 - 新得間の本線と当駅 - 夕張間の支線（夕張支線）の接続地点となる。
- 1984年（昭和59年）2月1日：荷物取扱い廃止[3]。
- 1987年（昭和62年）4月1日：国鉄分割民営化に伴い、北海道旅客鉄道（JR北海道）の駅となる[9]。
- 1995年（平成7年）度：石勝線・根室線高速化工事に伴い同年度に構内改良[12]。
- 2004年（平成16年）
  - 3月7日：石勝線夕張支線特殊自動閉塞化に伴いタブレット扱い廃止。
  - 4月頃：自動券売機が設置される。
- 2017年（平成29年）6 - 7月：駅前広場を改修し、バス・タクシーの発着地点としての機能を強化。
- 2019年（平成31年）4月1日：石勝線夕張支線が廃止[13]。
- 2025年（令和7年）3月15日：同日のダイヤ改正で下り特急列車の当駅通過を「おおぞら5号」から「おおぞら7号」に変更[14]。

## 駅構造
島式ホーム2面4線の地上駅である。ただし、夕張方面への普通列車が使用していた3・4番線ホームは廃止に伴い使用停止で立入禁止となっており、使用しているホームは駅舎寄りの1・2番線のみである。かつてはさらに4番線の夕張方にあった切り欠きの0番線は、線路・ホームともに撤去された。
2023年現在、旅客列車は原則として1番線を使用し、一部の特急列車と普通列車のみ2番線を使用する。
夕張支線の廃止後、3番線は出発信号機が撤去されたため列車の入線が行われなくなった。ただし、ポイントは撤去されていない。4番線は上下線の入線と発着に対応しており、貨物列車の待避に使用されている。
改札口は1階、ホームは階段を昇った2階築堤上にある。3・4番線ホームと改札内コンコースを結ぶ業務用エレベーターがあり、駅係員立会いのもと利用できたが、3・4番線ホームが使用停止となったため使われていない。
日中のみ社員配置駅（7時25分から18時40分まで配置）。ただし、出札・改札業務は平日の日中のみである。占冠駅・トマム駅を管理下に置く。廃止前の夕張支線全駅も管理下にあった。
みどりの窓口が設置されている。
LED式の改札案内がある。以前は電球式のものだった。
駅改札外にトイレが設置されている。このトイレは24時間利用が可能となっている。

### のりば
| 番線 | 路線             | 方向             | 行先             |
| ---- | ---------------- | ---------------- | ---------------- |
| 1・2 | ■石勝線          | 上り             | 千歳・札幌方面   |
| 1・2 | ■石勝線          | 下り             | 帯広・釧路方面   |
| 3    | （使用停止）     | （使用停止）     | （使用停止）     |
| 4    | （貨物列車のみ） | （貨物列車のみ） | （貨物列車のみ） |

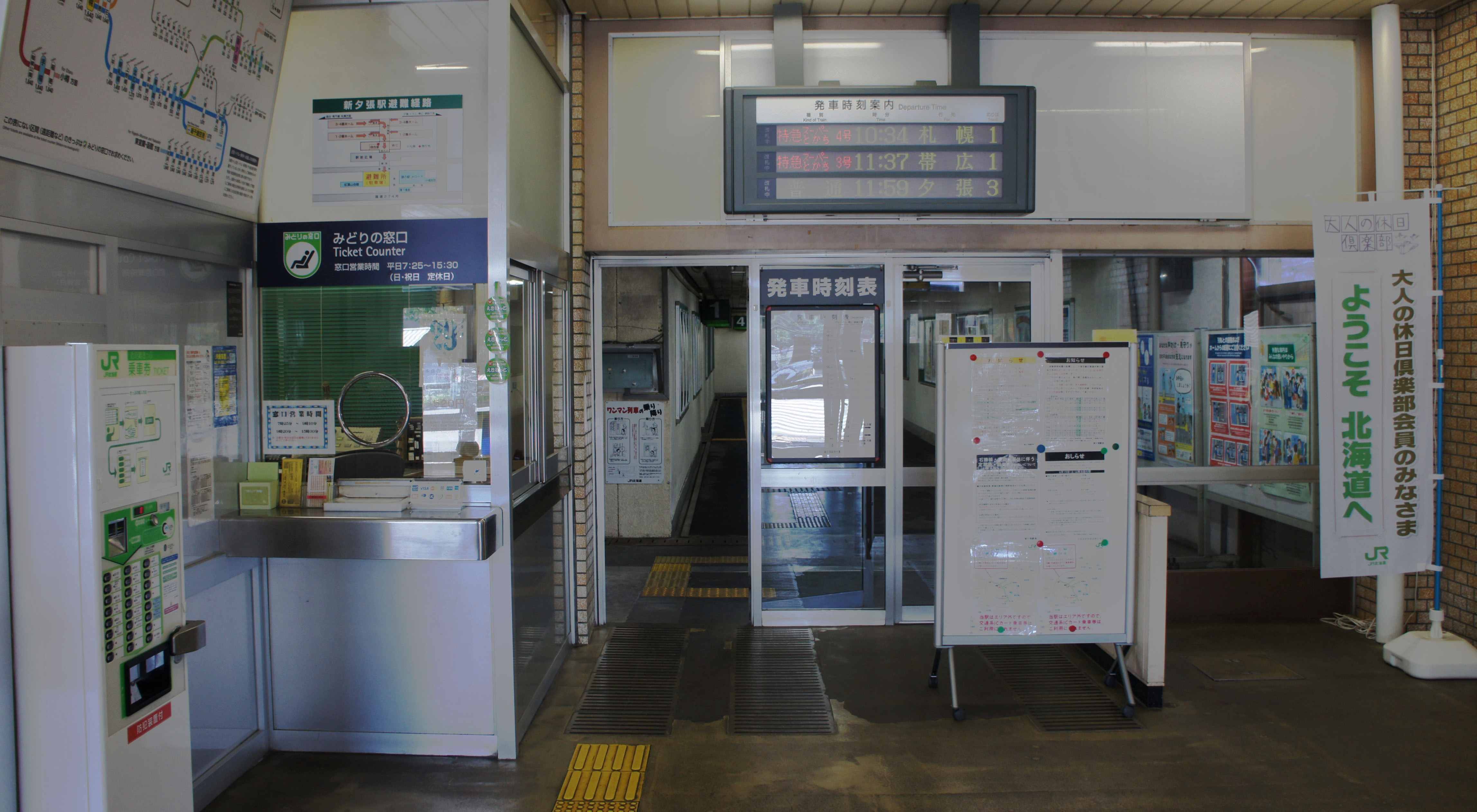
改札口（2018年9月）
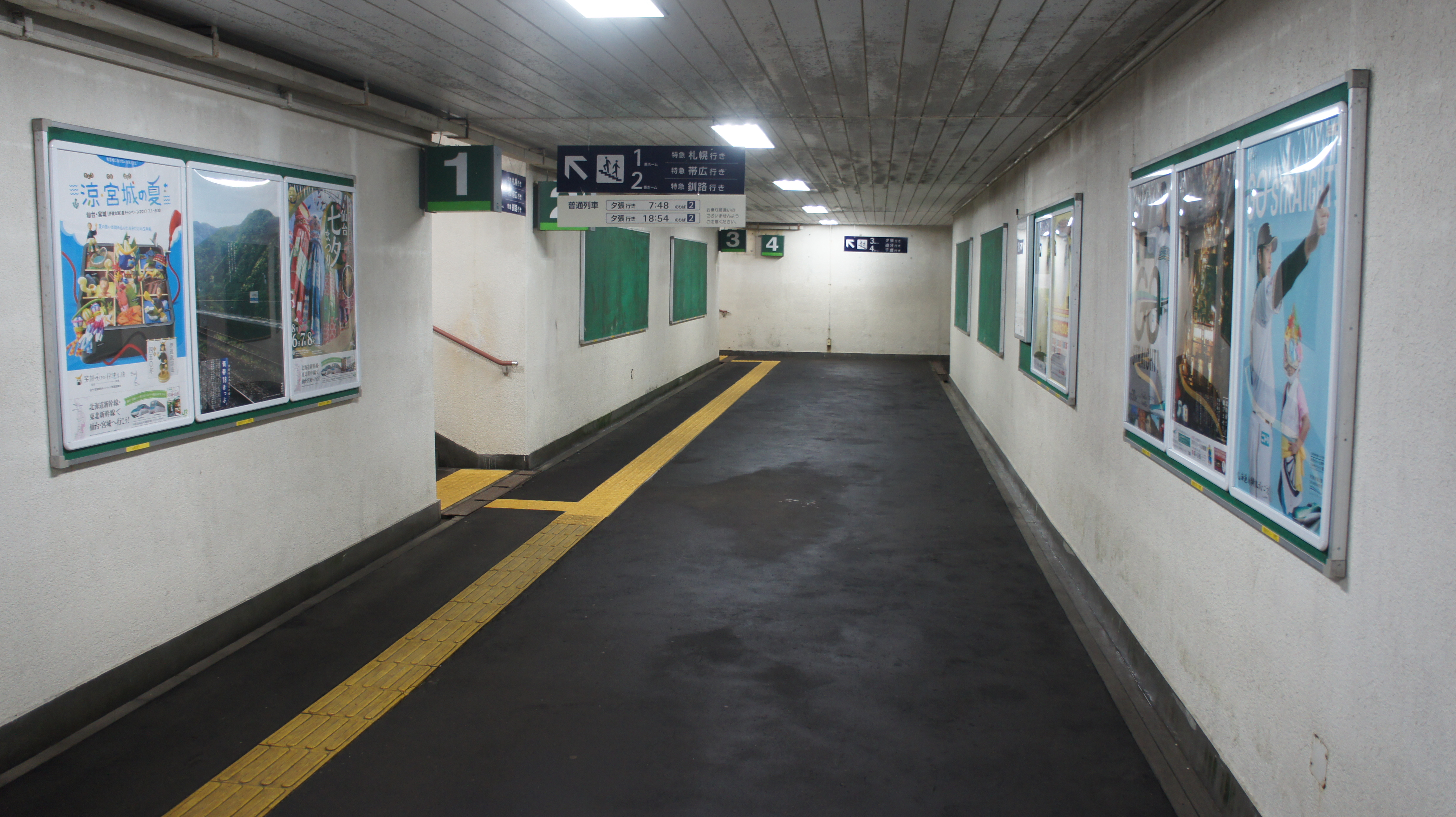
連絡通路（2017年7月）
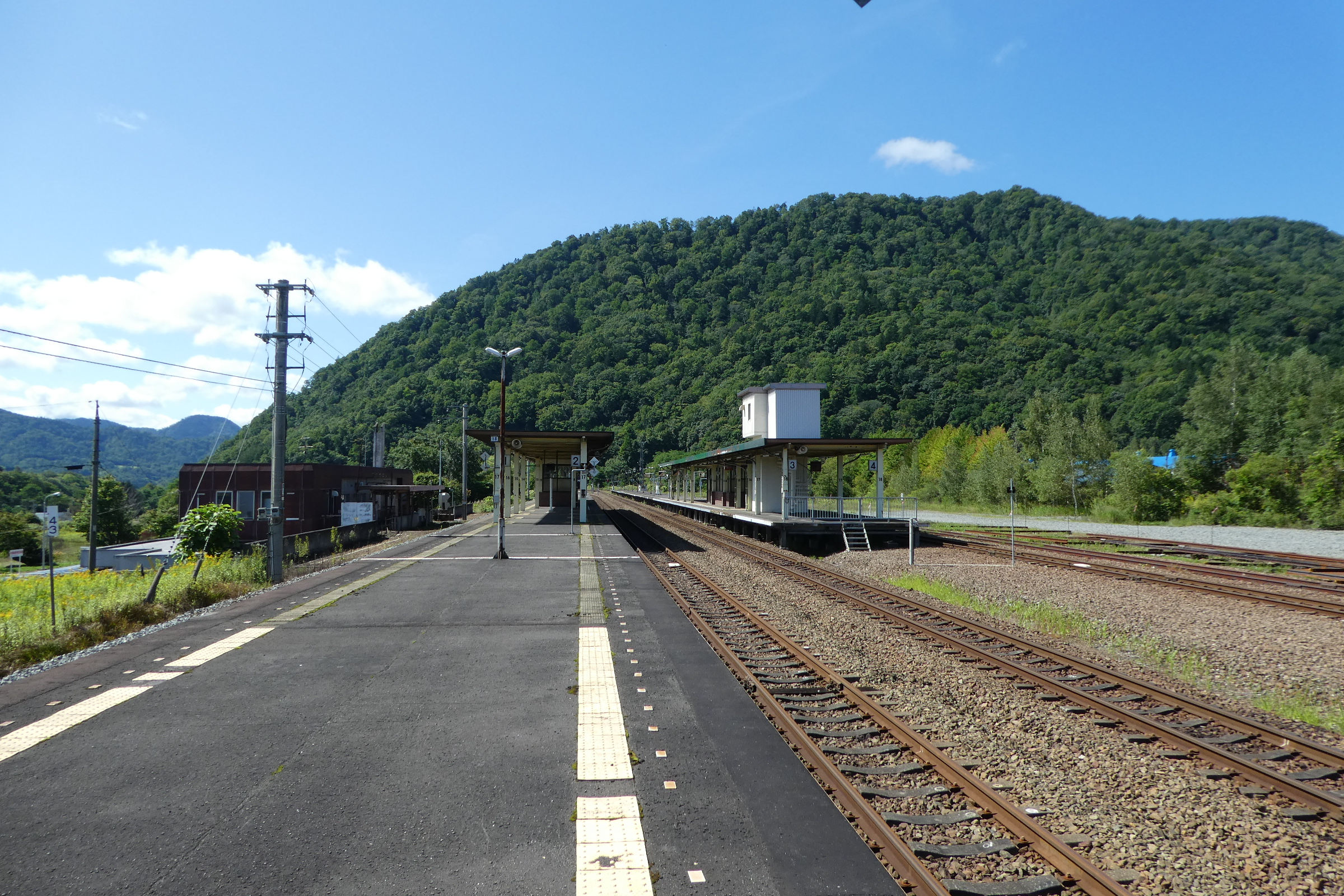
ホーム全体（2018年9月）
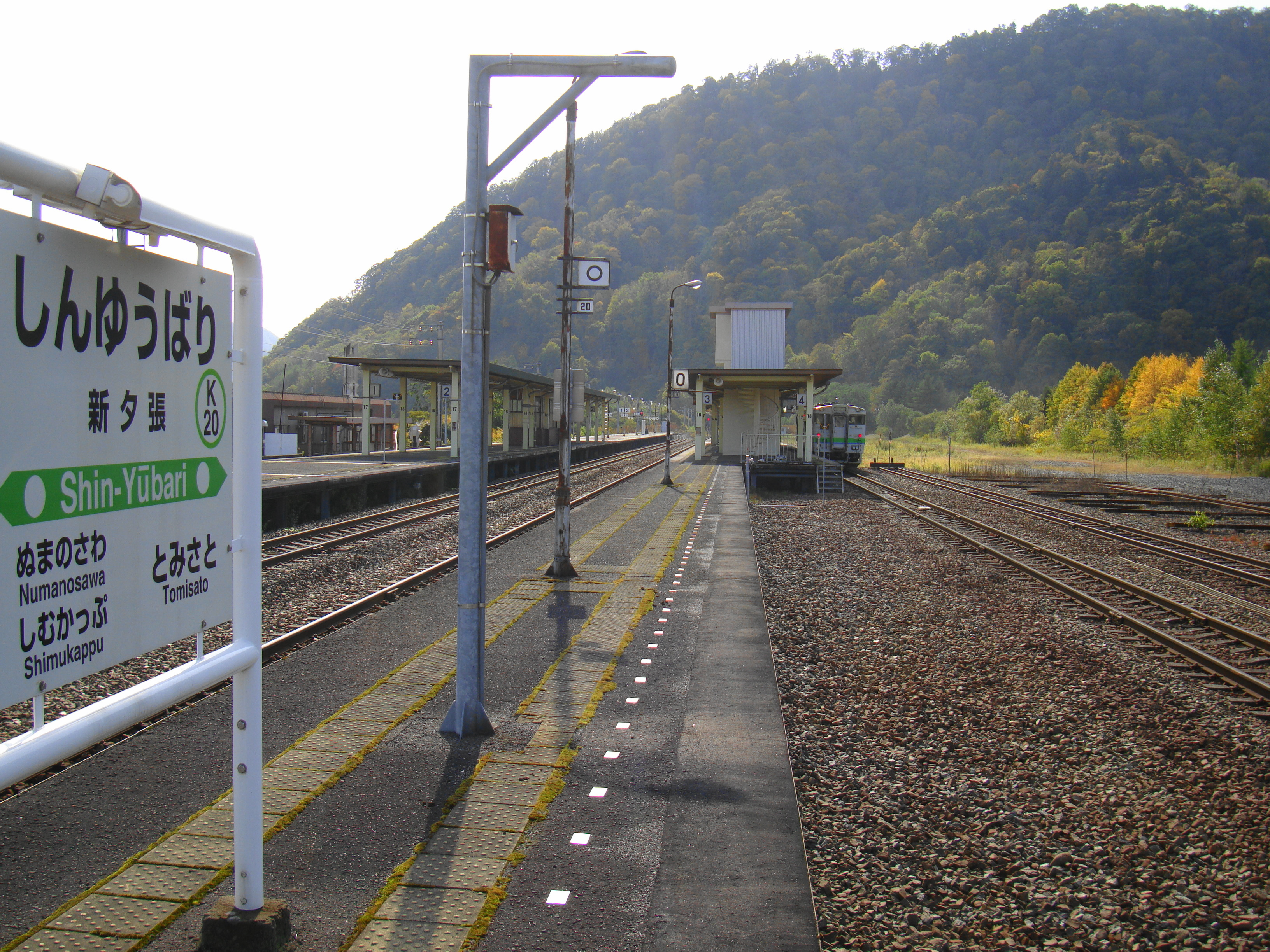
0番ホーム（線路撤去済み） （2012年10月）
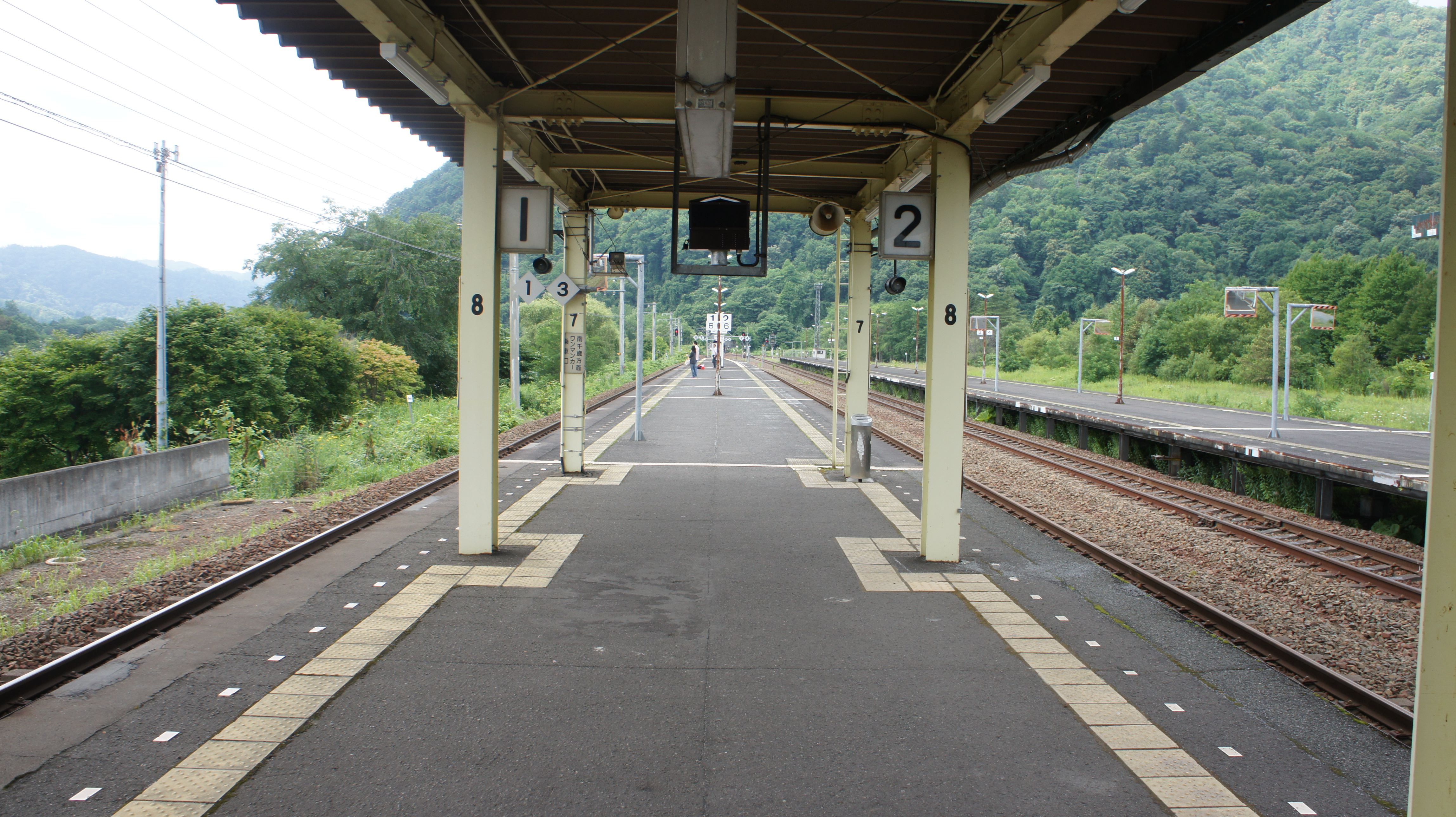
ホーム（1・2番線） （2017年7月）
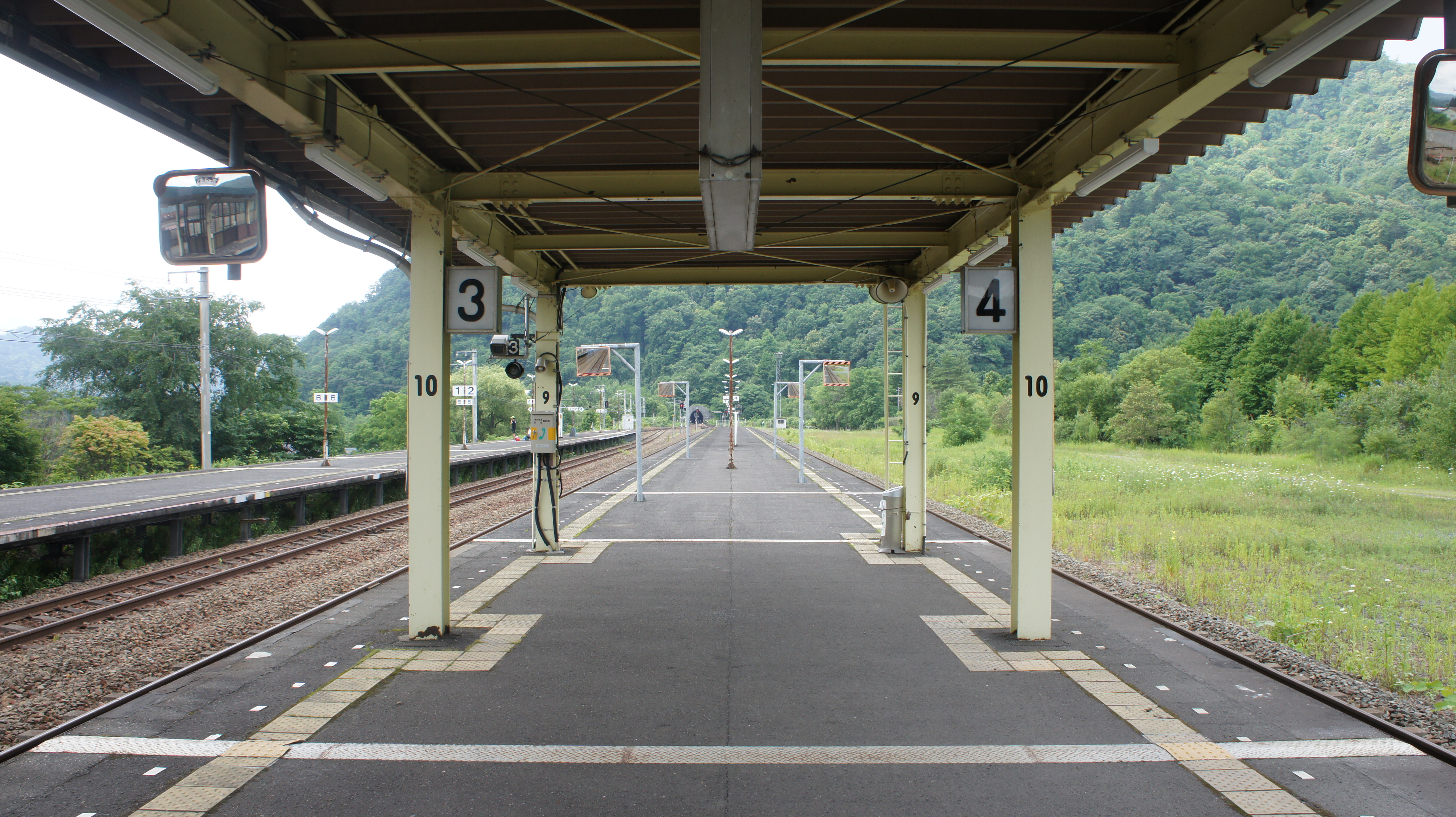
ホーム（3・4番線） （2017年7月）
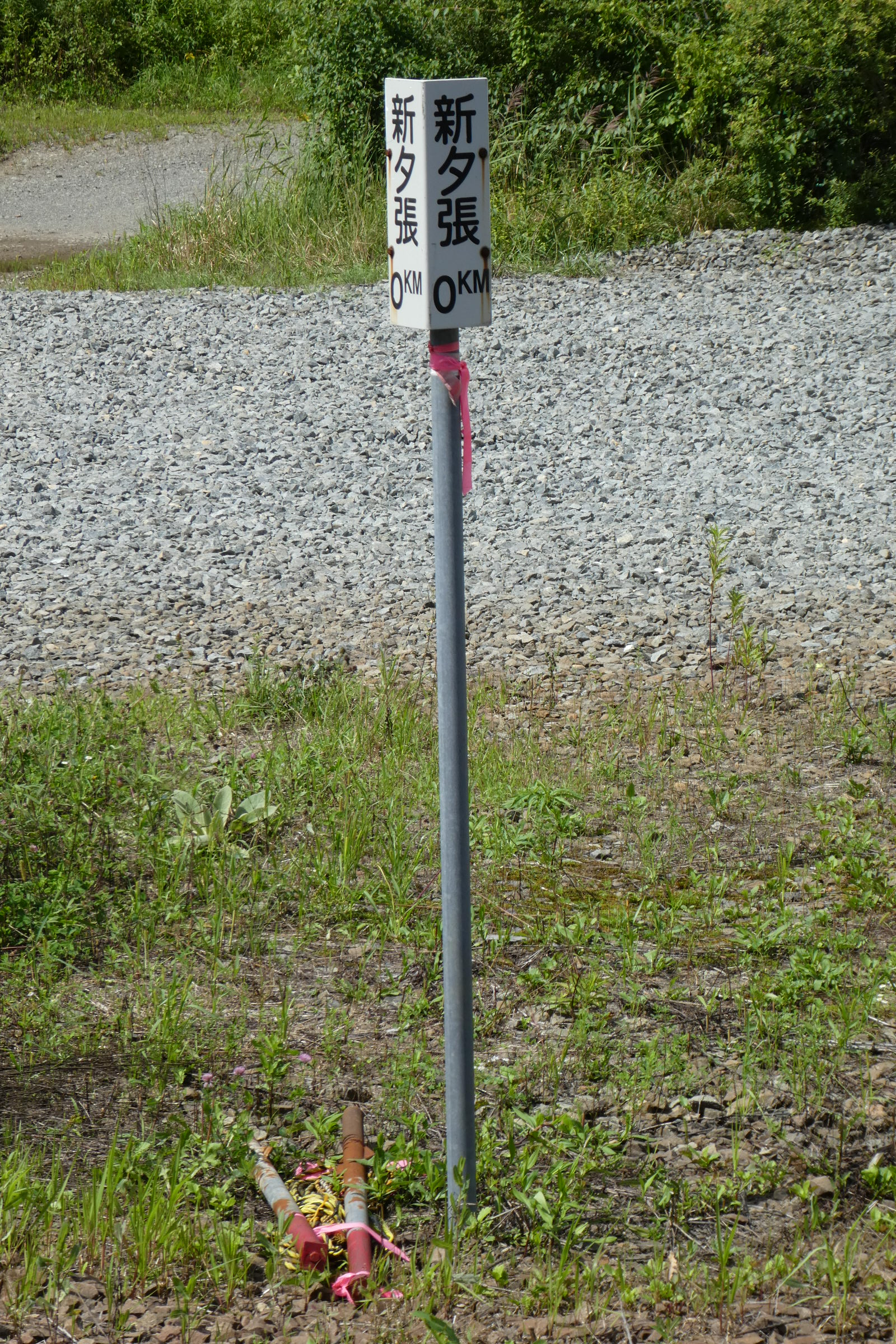
夕張支線の0 kmポスト（2018年9月）
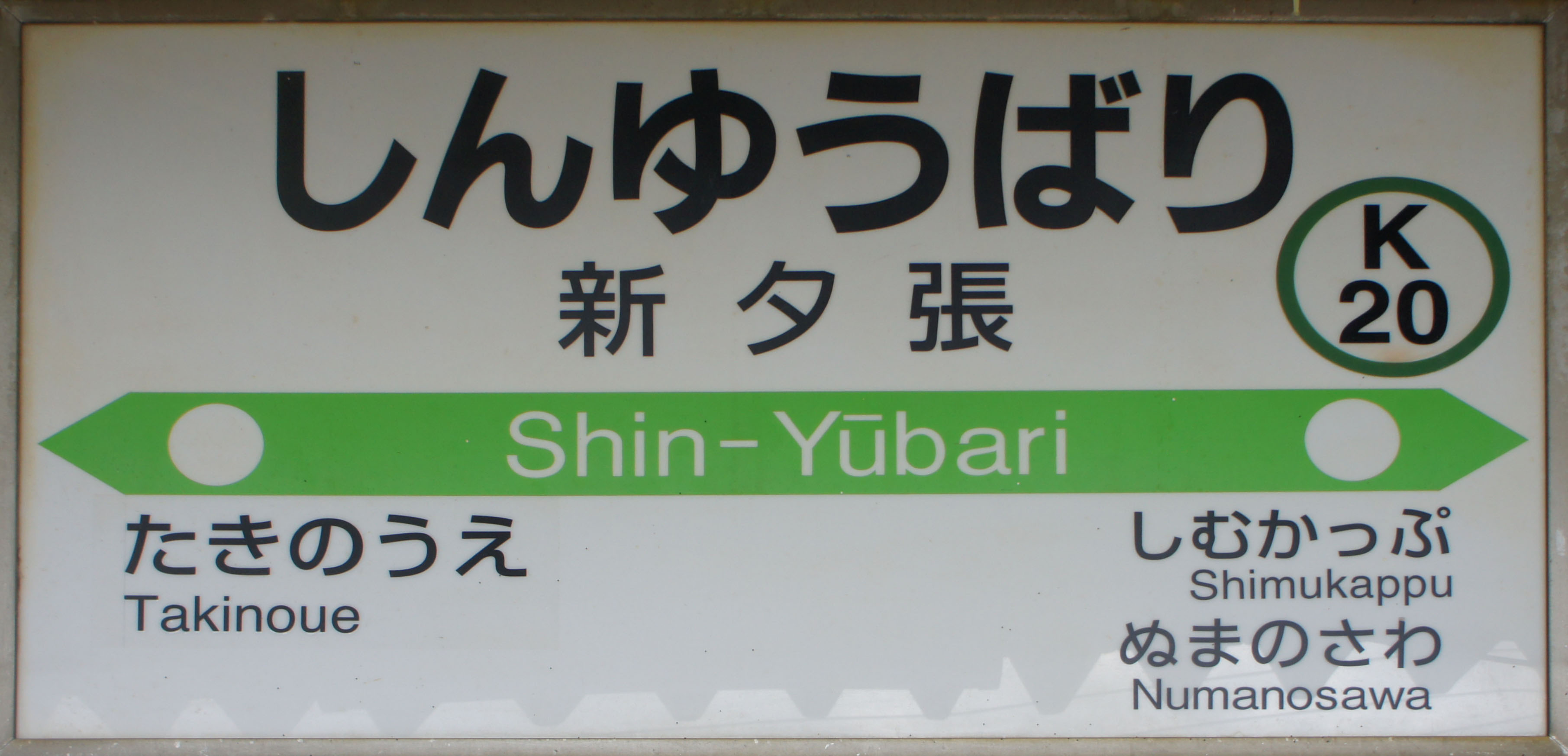
駅名標（2017年7月）

## 利用状況
「夕張市の統計書」によると、乗車人員の推移は下記のとおりである。
| 年度               | 乗車人員      | 乗車人員       | 出典   |
| 年度               | 年間 （百人） | 1日平均 （人） | 出典   |
| ------------------ | ------------- | -------------- | ------ |
| 2000年（平成12年） | 518           | 140            | [ 16 ] |
| 2001年（平成13年） | 493           | 140            | [ 16 ] |
| 2002年（平成14年） | 420           | 120            | [ 16 ] |
| 2003年（平成15年） | 370           | 100            | [ 16 ] |
| 2004年（平成16年） | 365           | 100            | [ 16 ] |
| 2005年（平成17年） | 380           | 100            | [ 16 ] |
| 2006年（平成18年） | 365           | 100            | [ 17 ] |
| 2007年（平成19年） | 392           | 110            | [ 17 ] |

1日の平均乗降人員は以下の通りである。
| 乗降人員推移 | 乗降人員推移 |
| 年度         | 1日平均人数  |
| ------------ | ------------ |
| 2011         | 152          |
| 2012         | 140          |
| 2013         | 136          |
| 2014         | 136          |
| 2015         | 138          |
| 2016         | 114          |
| 2017         | 106          |
| 2018         | 178          |

## 駅周辺
- 国道274号・国道452号
- 道東自動車道夕張インターチェンジ
- 栗山警察署紅葉山駐在所
- 紅葉山郵便局
- 道の駅夕張メロード
- 夕張市紅葉山ふれあいサロン
- 夕張市紅葉山武道館
- 紅葉山会館
- 紅葉山神社

## バス路線
最寄り停留所は夕張鉄道（夕鉄バス）の「新夕張駅前」停留所となる。
2017年（平成29年）7月までに、JR北海道の費用負担（約1,700万円）により、新夕張駅の駅前広場に対して以下の改築を行った。
- 駅前広場の道路を拡張し、大型バスが乗り入れ・回転可能な広さに拡張する。
- 併せて、バス・タクシー乗り場を駅舎に近づけ、駅の待合室をバス・タクシーを待つのにも便利になるようにした。
- 駅舎から続く上屋を設け、駅の待合室からバス・タクシー乗り場への移動を容易にした。

これにより、従来は駅から階段を下りた先にあったバス停は、同年10月1日から駅前広場への発着に変更された。

2019年4月1日の石勝線夕張支線廃止に伴いダイヤ改正が行われ、当駅と旧・夕張駅方面を結ぶ路線が増強された。
発着路線は以下の通り（2020年3月1日改正現在）。
- 新夕張駅前 - りすた（南清水沢駅最寄り） - 夕鉄本社ターミナル - 本町4丁目・夕張市役所 - 夕張市石炭博物館
- 新夕張駅前 - りすた - 夕鉄本社ターミナル - 栗山駅前 - 江別駅前 - 新さっぽろ駅前
  - 一部便を除き、夕鉄本社ターミナルで夕張市役所・夕張市石炭博物館方面のバスと接続する。
- 新夕張駅前→りすた（平日朝の1本のみ、夕鉄本社ターミナル・夕張市石炭博物館方面は乗り換え）

## その他
- 大正から昭和初期にかけては、当駅前の「五十嵐案内所」（後に販売元が「大西案内所」→「板谷菓子店」と変遷）が販売していた「もみぢ餅」が名物だった[21]。

## 隣の駅
北海道旅客鉄道（JR北海道）
■石勝線

川端駅 (K17) - （滝ノ下信号場） -（滝ノ上信号場） - （十三里信号場） -  新夕張駅 (K20) - （楓信号場） - （オサワ信号場） - （東オサワ信号場） - （清風山信号場） - *（鬼峠信号場） - 占冠駅 (K21)
*:打消線は廃止信号場

### 過去に存在した路線
日本国有鉄道
夕張線（本線）
十三里駅 - 紅葉山駅 - 沼ノ沢駅
夕張線（登川支線）
紅葉山駅 - 楓駅
北海道旅客鉄道（JR北海道）
■石勝線（夕張支線）
新夕張駅 (K20) - 沼ノ沢駅 (Y21)